# 奧拉德阿提耶區

35°32′00″N 2°10′00″E / 35.5333°N 2.1667°E
奧拉德阿提耶區（阿拉伯语：‎），是阿爾及利亞的行政區，位於該國東北部，由斯基克達省負責管轄，首府設於奧拉德阿提耶，面積239平方公里，1998年人口为21,580人，人口密度每平方公里90人。